# Cyrtodesmus laciniatus
Cyrtodesmus laciniatus är en mångfotingart som först beskrevs av Filippo Silvestri 1898.  Cyrtodesmus laciniatus ingår i släktet Cyrtodesmus och familjen Cyrtodesmidae. Inga underarter finns listade i Catalogue of Life.